# خوتا پارتاتسکا
خوتا پارتاتسکا (به لهستانی:  Huta Partacka) یک روستا در لهستان است که در گمینا پوشچا ماریانگسکا واقع شده‌است.